# Ка Пелуко (Ферара)
Ка Пелуко (итал. Ca' Pelucco) је насеље у Италији у округу Ферара, региону Емилија-Ромања.
Према процени из 2011. у насељу је живело 14 становника. Насеље се налази на надморској висини од 3 м.